# أوليغ أتكوف
أوليغ يوريفيتش أتكوف (الروسية: Оле́г Ю́рьевич Атько́в؛ من مواليد 9 مايو 1949، خوروستيانكا، كويبيشيف) عالم طب رائد فضاء سوفيتي وروسي، بطل الاتحاد السوفيتي (1984)، عضو مراسل في أكاديمية العلوم الروسية من عام 2005 إلى عام 2015، نائب رئيس السكك الحديدية الروسية للصحة العامة والعمل مع المنظمات العامة. منذ عام 2010، رئيس مجلس إدارة السكك الحديدية الروسية الصحة. دكتوراه في العلوم الطبية، عالِم الاتحاد الروسي، الحائز على جائزة الدولة للاتحاد السوفيتي (1989) وجوائز حكومة الاتحاد الروسي (2006، 2012).

## الروابط الخارجية
- نبذة عن أوليغ يوريفيتش أتكوف على الموقع الرسمي الأكاديمية الروسية للعلوم
- مستكشف الفضاء الإسكتلندي